# Primera División de Montenegro 2009-10
La Primera División de Montenegro 2009/10 fue la cuarta edición del campeonato. El torneo se comenzó a disputar el día 8 de agosto de 2009 y finalizó en el mes de mayo del año 2010. El FK Rudar Pljevlja se proclamó campeón por primera vez en su historia e hizo que hasta la fecha ningún club lograse repetir campeonato.

## Datos de los clubes
| Equipo                             | Ciudad    | Entrenador            | Estadio                     | Capacidad |
| ---------------------------------- | --------- | --------------------- | --------------------------- | --------- |
| Fudbalski Klub Berane              | Berane    | Slobodan Đukić        | Gradski Stadion             | 11.000    |
| Fudbalski Klub Budućnost Podgorica | Podgorica | Mihajlo Ivanović      | Estadio Pod Goricom         | 17.000    |
| Fudbalski Klub Dečić Tuzi          | Tuzi      | Ivan Čančarević       | Estadio Tuško Polje         | 1.000     |
| Fudbalski Klub Grbalj              | Kotor     | Nenad Maslovar        | Estadio Radanovićima        | 1.500     |
| Fudbalski Klub Kom                 | Podgorica |                       | Stadion Zlatica             | 3.500     |
| Fudbalski Klub Lovćen              | Cetiña    | Brano Milačić         | Estadio Obilića Poljana     | 2.000     |
| Fudbalski Klub Mogren              | Budva     | Dejan Vukićević       | Lugovi Stadion              | 4.000     |
| Fudbalski Klub Mornar              | Bar       |                       | Estadio Topolica            | 6.000     |
| Omladinski Fudbalski klub Petrovac | Petrovac  | Aleksandar Miljenović | Estadio Pod Malim Brdom     | 530       |
| Fudbalski Klub Rudar Pljevlja      | Pljevlja  | Nebojsa Vignjevic     | Estadio Gradski de Pljevlja | 10.000    |
| Fudbalski Klub Sutjeska Nikšić     | Nikšić    | Nikola Rakojević      | Estadio Gradski de Nikšić   | 10.800    |
| Fudbalski Klub Zeta                | Podgorica | Velibor Matanović     | Estadio Trešnjica           | 7.000     |

## Sistema de competición
La Primera División de Montenegro 2009/10 está organizada por la Federación de Fútbol de Montenegro.
Como en temporadas precedentes, consta de un grupo único integrado por doce clubes de toda la geografía montenegrina. Siguiendo un sistema de liga, los doce equipos se enfrentarán todos contra todos en dos ocasiones -una en campo propio y otra en campo contrario- sumando un total de 22 jornadas. El orden de los encuentros se ha decidido por sorteo antes de empezar la competición. Los emparejamientos de la tercera ronda se fijaran de acuerdo a la clasificación tras las dos primeras rondas, dando a cada equipo un tercer partido contra cada oponente para un total de 33 partidos por equipo.
La clasificación final se establecerá con arreglo a los puntos obtenidos en cada enfrentamiento, a razón de tres por partido ganado, uno por empatado y ninguno en caso de derrota. Si al finalizar el campeonato dos equipos igualan a puntos, los mecanismos para desempatar la clasificación son los siguientes:
1. El que tenga una mayor diferencia entre goles a favor y en contra en los enfrentamientos entre ambos. (Golaverage)
2. Si persiste el empate, se tiene en cuenta la diferencia de goles a favor y en contra en todos los encuentros del campeonato.
3. Si aún persiste el empate, se tiene en cuenta el mayor número de goles a favor en todos los encuentros del campeonato.

Si el empate a puntos es entre tres o más clubes, los sucesivos mecanismos de desempate son los siguientes: 
1. La mejor puntuación de la que a cada uno corresponda a tenor de los resultados de los partidos jugados entre sí por los clubes implicados.
2. La mayor diferencia de goles a favor y en contra, considerando únicamente los partidos jugados entre sí por los clubes implicados.
3. La mayor diferencia de goles a favor y en contra teniendo en cuenta todos los encuentros del campeonato.
4. El mayor número de goles a favor teniendo en cuenta todos los encuentros del campeonato.
5. El club mejor clasificado con arreglo a los baremos de fair play.

### Efectos de la clasificación
El equipo que más puntos sume al final del campeonato será proclamado campeón de liga y obtendrá el derecho automático a participar en la primera ronda de la Liga de Campeones de la UEFA, el subcampeón y el tercer clasificado disputarán la primera ronda previa de la UEFA Europa League. 
El campeón de la Copa de Montenegro obtiene el pase para disputar la segunda ronda previa de la UEFA Europa League. 
Los clasificados en posición 10º y 11º disputan los playoff de descenso. El 10º clasificado, lo hace con el 3º de Segunda, y el 11º se enfrenta al 2º de Segunda. El clasificado en el puesto 12º desciende directamente a la segunda categoría montenegrina.

## Clasificación
| Pos | Equipo             | PJ | PG | PE | PP | GF | GC | DG  | Pts |
| --- | ------------------ | -- | -- | -- | -- | -- | -- | --- | --- |
| 1   | FK Rudar Pljevlja  | 33 | 22 | 5  | 6  | 56 | 26 | +30 | 71  |
| 2   | FK Budućnost       | 33 | 21 | 6  | 6  | 67 | 35 | +32 | 69  |
| 3   | FK Mogren          | 33 | 16 | 9  | 8  | 49 | 34 | +15 | 57  |
| 4   | FK Zeta            | 33 | 17 | 6  | 10 | 43 | 33 | +10 | 57  |
| 5   | FK Grbalj          | 33 | 15 | 8  | 10 | 66 | 42 | +24 | 53  |
| 6   | FK Lovćen          | 33 | 15 | 7  | 11 | 32 | 37 | -5  | 52  |
| 7   | FK Sutjeska Nikšić | 33 | 11 | 7  | 15 | 33 | 36 | -3  | 40  |
| 8   | OFK Petrovac       | 33 | 10 | 6  | 17 | 38 | 49 | -11 | 36  |
| 9   | FK Dečić           | 33 | 8  | 11 | 14 | 27 | 35 | -8  | 35  |
| 10  | FK Mornar          | 33 | 9  | 8  | 16 | 29 | 49 | -20 | 34  |
| 11  | FK Berane          | 33 | 8  | 6  | 19 | 28 | 49 | -21 | 30  |
| 12  | FK Kom             | 33 | 5  | 3  | 25 | 16 | 59 | -43 | 18  |

|  | Clasificado para la ronda clasificatoria preliminar de la Liga de Campeones de la UEFA 2010-11 |
|  | Clasificado para la primera ronda previa de la UEFA Europa League 2010-11                      |
|  | Clasificado para la segunda ronda previa de la UEFA Europa League 2010-11                      |
|  | Clasificación para los play-offs por la permanencia 2010                                       |
|  | Desciende a Segunda División                                                                   |

## Cuadro de resultados

### Primera y segunda ronda
|                    | BER | BUD | DEČ | GRB | KOM | LOV | MOG | MOR | PET | RUD | SUT | ZET |
| FK Berane          | -   | 1-3 | 1-0 | 2-2 | 3-0 | 1-2 | 0-0 | 1-2 | 1-1 | 0-1 | 2-1 | 1-2 |
| FK Budućnost       | 2-1 | -   | 2-1 | 4-1 | 3-0 | 3-1 | 1-2 | 0-2 | 3-2 | 0-0 | 2-1 | 4-2 |
| FK Dečić           | 2-1 | 0-1 | -   | 1-3 | 2-1 | 2-1 | 1-1 | 0-0 | 0-0 | 0-1 | 0-0 | 0-2 |
| FK Grbalj          | 5-0 | 0-4 | 0-0 | -   | 1-0 | 4-0 | 2-4 | 2-0 | 2-0 | 4-2 | 0-0 | 0-2 |
| FK Kom             | 2-3 | 0-1 | 0-1 | 1-0 | -   | 0-0 | 0-2 | 0-2 | 1-2 | 0-2 | 1-0 | 1-0 |
| FK Lovćen          | 2-1 | 1-2 | 1-1 | 0-0 | 1-0 | -   | 0-0 | 1-0 | 1-0 | 0-3 | 0-0 | 2-1 |
| FK Mogren          | 4-0 | 0-0 | 0-2 | 0-2 | 3-1 | 1-3 | -   | 4-0 | 1-1 | 0-0 | 4-0 | 0-0 |
| FK Mornar          | 0-2 | 2-3 | 0-0 | 3-3 | 0-3 | 1-1 | 1-2 | -   | 1-3 | 0-1 | 1-0 | 0-0 |
| OFK Petrovac       | 1-2 | 1-1 | 1-3 | 0-2 | 2-0 | 0-2 | 1-2 | 4-2 | -   | 0-4 | 1-0 | 0-1 |
| FK Rudar Pljevlja  | 1-0 | 1-0 | 1-1 | 1-0 | 1-0 | 0-1 | 2-0 | 1-0 | 3-1 | -   | 3-1 | 2-4 |
| FK Sutjeska Nikšić | 1-0 | 3-1 | 2-0 | 2-2 | 1-0 | 1-1 | 4-0 | 1-2 | 1-0 | 1-2 | -   | 2-1 |
| FK Zeta            | 1-0 | 2-4 | 2-1 | 1-0 | 2-0 | 2-1 | 0-3 | 1-0 | 2-0 | 0-1 | 3-0 | -   |

### Tercera ronda
Los partidos se disputarán según este orden de clasificación:
| Jornada | Clasificación                                           |
| ------- | ------------------------------------------------------- |
| 23      | 1º - 12º, 2º - 11º, 3º - 10º, 4º - 9º, 5º - 8º, 6º - 7º |
| 24      | 1º - 2º, 8º - 6º, 9º - 5º, 10º - 4º, 11º - 3º, 12º - 7º |
| 25      | 2º - 12º, 3º - 1º, 4º - 11º, 5º - 10º, 6º - 9º, 7º - 8º |
| 26      | 1º - 4º, 2º - 3º, 9º - 7º, 10º - 6º, 11º - 5º, 12º - 8º |
| 27      | 3º - 12º, 4º - 2º, 5º - 1º, 6º - 11º, 7º - 10º, 8º - 9º |
| 28      | 1º - 6º, 2º - 5º, 3º - 4º, 10º - 8º, 11º - 7º, 12º - 9º |
| 29      | 4º - 12º, 5º - 3º, 6º - 2º, 7º - 1º, 8º - 11º, 9º - 10º |
| 30      | 1º - 8º, 2º - 7º, 3º - 6º, 4º - 5º, 11º - 9º, 12º - 10º |
| 31      | 5º - 12º, 6º - 4º, 7º - 3º, 8º - 2º, 9º - 1º, 10º - 11º |
| 32      | 1º - 10º, 2º - 9º, 3º - 8º, 4º - 7º, 5º - 6º, 12º - 11º |
| 33      | 6º - 12º, 7º - 5º, 8º - 4º, 9º - 3º, 10º - 2º, 11º - 1º |

|                    | BER | BUD | DEČ | GRB | KOM  | LOV | MOG | MOR | PET | RUD | SUT | ZET |
| FK Berane          |     |     | 1-1 |     |      | 1-0 |     |     | 0-1 | 2-0 |     | 0-1 |
| FK Budućnost       | 2-0 |     | 1-1 |     | 3-1  | 4-0 |     | 4-0 |     |     |     | 4-2 |
| FK Dečić           |     |     |     |     |      | 0-1 |     |     | 2-3 | 2-2 | 1-0 | 2-1 |
| FK Grbalj          | 5-0 | 1-1 | 1-0 |     | 11-0 |     | 3-5 | 3-1 |     |     |     |     |
| FK Kom             | 0-0 |     | 1-0 |     |      |     |     | 1-1 | 0-2 |     | 0-1 |     |
| FK Lovćen          |     |     |     | 2-1 | 2-1  |     |     |     | 1-0 | 0-3 | 3-2 | 1-0 |
| FK Mogren          | 2-0 | 2-2 | 1-0 |     | 2-1  | 1-0 |     | 0-0 |     |     |     |     |
| FK Mornar          | 2-1 |     | 2-0 |     |      | 1-0 |     |     |     | 2-1 |     | 0-0 |
| OFK Petrovac       |     | 1-2 |     | 1-2 |      |     | 1-2 | 3-1 |     |     | 2-1 |     |
| FK Rudar Pljevlja  |     | 2-1 |     | 3-0 | 3-0  |     | 3-1 |     | 2-2 |     | 2-0 |     |
| FK Sutjeska Nikšić | 0-0 | 2-0 |     | 0-2 |      |     | 2-0 | 3-0 |     |     |     |     |
| FK Zeta            |     |     |     | 2-2 | 2-0  |     | 1-0 |     | 1-1 | 3-2 | 0-0 |     |

## Competiciones europeas

### UEFA Champions League
En esta competición participó el Fudbalski Klub Mogren que obtuvo los siguientes resultados:
Primera ronda previa
- Paola Hibernians Football Club 0-6 Fudbalski Klub Mogren (0-2 y 0-4)

Segunda ronda previa
- FC Copenhague 12-0 Fudbalski Klub Mogren (6-0 y 0-6)

### UEFA Europa League
En esta competición participaron 3 clubes que obtuvieron los siguientes resultados:
Primera ronda previa
- Fudbalski Klub Sutjeska Nikšić 2-3  FC MTZ-RIPO (1-1 y 1-2)
- Fudbalski Klub Budućnost 1-2  Polonia Varsovia (0-2 y 1-0)

Segunda ronda previa
- Anorthosis Famagusta 3-4 Omladinski Fudbalski klub Petrovac (2-1 y 1-3)

Tercera ronda previa
- Omladinski Fudbalski klub Petrovac 1-7  SK Sturm Graz (1-2 y 0-5)

## Play-offs
El antepenúltimo clasificado se mide al tercer clasificado de Segunda y el penúltimo clasificado se mide al segundo clasificado de Segunda, los dos equipos que ganen los play offs jugaran en Primera División de Montenegro 2010/11 y los que los pierdan jugaran en Segunda.

### Bar - Berane
| 2 de junio de 2010, 17:00 (CEST) | OFK Bar      | 1:1 | Berane      | Estadio Topolica, Bar        |                              |
|                                  | Ljumović 60' |     | 39' Lalević | Árbitro(s): Ranko Spasojević | Árbitro(s): Ranko Spasojević |

| 6 de junio de 2010, 17:00 (CEST) | Berane    | 1:1 (4:5 p) | OFK Bar     | Gradski Stadion, Berane      |                              |
|                                  | Bulić 28' |             | 52' Vuković | Árbitro(s): Ranko Spasojević | Árbitro(s): Ranko Spasojević |

| Asciende a Primera División OFK Bar |

### FK Bratstvo Cijevna - Fudbalski Klub Mornar
| 2 de junio de 2010, 17:00 (CEST) | Bratstvo | 0:1 | FK Mornar  | Estadio Trešnjica, Podgorica  |                               |
|                                  |          |     | 2' Peričić | Árbitro(s): Pavle Radovanović | Árbitro(s): Pavle Radovanović |

| 6 de junio de 2010, 17:00 (CEST) | FK Mornar                 | 2:1 | Bratstvo      | Estadio Topolica, Bar         |                               |
|                                  | Rašović 60' · Peričić 87' |     | 78' Jovićević | Árbitro(s): Pavle Radovanović | Árbitro(s): Pavle Radovanović |

| Se mantiene por tanto en Primera División Fudbalski Klub Mornar |

## Resultados
- Liga de Campeones: FK Rudar Pljevlja
- UEFA Europa League: FK Budućnost, FK Mogren y FK Zeta

| Pos | Equipos ascendidos a Primera División |
| --- | ------------------------------------- |
| 1º  | FK Berane                             |
| 3º  | FK Mornar                             |

| Pos | Equipos descendidos de Primera División |
| --- | --------------------------------------- |
| 10º | FK Jezero                               |
| 12º | FK Jedinstvo Bijelo Polje               |